# Tornabous
Tornabous est une commune d'Espagne dans la communauté autonome de Catalogne, province de Lérida, de la comarque d'Urgell

## Démographie
| 1497 | 1717 | 1857 | 1900 | 1930  | 1970  | 1996 | 2000 | 2006 |
| ---- | ---- | ---- | ---- | ----- | ----- | ---- | ---- | ---- |
| 21   | 95   | 677  | 975  | 1 398 | 1 057 | 830  | 820  | 823  |

| 2008 | - | - | - | - | - | - | - | - |
| ---- | - | - | - | - | - | - | - | - |
| 847  | - | - | - | - | - | - | - | - |

## Personnalités liées à la commune
- Lluís Companys (1882-1940), avocat et homme politique
- Salvador Seguí (1886-1923), leader anarcho-syndicaliste